# بیلا د کروسس
بیلا د کروسس (به اسپانیایی: Vila de Cruces) یک شهرستان در اسپانیا است که در استان پنتبدرا واقع شده‌است.

## خصوصیات
بیلا د کروسس ۱۵۵ کیلومترمربع مساحت و ۶٬۴۷۵ نفر جمعیت دارد.